# Baltimora
Baltimora est un groupe d'Italo disco italien. Mené par Jimmy McShane, le groupe est actif du milieu à la fin des années 1980. 
Par extension, le nom de Baltimora est également utilisé pour désigner la personne de Jimmy McShane (23 mai 1957 - 29 mars 1995), danseur et chanteur nord-irlandais, qui avait été choisi pour interpréter les chansons et qui était donc la figure visible de l'ensemble musical. Cependant, les chansons étaient écrites par Maurizio Bassi et Naimy Hackett, à quelques exceptions près (McShane est l'auteur des paroles de la chanson Survivor In Love). Baltimora est régulièrement qualifié de one-hit wonder, puisqu'aucune autre de leurs chansons n'obtint un succès international comparable à celui de leur première chanson, Tarzan Boy.

## Biographie

### Débuts
Au début de 1984, Maurizio Bassi, producteur originaire de Milan, fait la rencontre de Jimmy McShane, originaire de Derry, en Irlande du Nord. Ensemble, ils décident de former un groupe. Bassi recrute d'autres musiciens pour enregistrer un premier album, dont Giorgio Cocilovo à la guitare et Gabriele Melotti à la batterie.
Le chanteur principal est Maurizio Bassi, étant ancien chanteur pour le groupe Carrara, aux côtés de McShane qui s'occupe parfois des parties chorales,. Les morceaux sont écrits par Bassi et Naimy Hackett, et McShane s'est occupé d'écrire le morceau Survivor in Love.

### Succès
Tarzan Boy, extrait de leur album à l'été 1985, obtient un succès considérable, apparaissant dès sa sortie dans le top 5 des palmarès non seulement dans le pays d'origine du projet, l'Italie, mais également dans plusieurs autres pays européens dont l'Allemagne,,. Cette chanson obtient un succès similaire même au Canada (5e), et aux États-Unis (via EMI), alors qu'il demeura sur le palmarès Billboard Hot 100 pendant six mois et atteignant ultimement la position #13 au début du printemps de 1986. Ce fait est notable du fait que les Américains avaient alors peu d'appétence pour les productions Italo disco. Le premier album de Baltimora, Living in the Background, sort en Europe à la fin de 1985 et parait aux États-Unis peu de temps après. Même s'il ne contenait que six titres, l'énorme succès du simple Tarzan Boy amena la maison de disque à faire paraître trois autres extraits de l'album: Living in the Background, Woody Boogie et Chinese Restaurant.  Baltimora se produisit également lors de l'émission de télévision américaine Solid Gold, qui participe à son succès dans ce pays.
Baltimora tenta un retour sous les projecteurs en 1987 avec un nouvel album intitulé Survivor in Love et contenant huit chansons, mais seul l'extrait Key Key Karimba réussit à atteindre le top 20 dans un pays. 
Tarzan Boy réapparait sur le palmarès Billboard Hot 100 au printemps 1993 en version remixée, atteignant la position 51 grâce à sa présence sur la bande-originale du film Les Tortues Ninja 3. On a pu aussi entendre ce titre dans le film Beverly Hills Ninja. Une version instrumentale fut en outre utilisée dans une publicité pour  Listerine  à cette même époque.
Jimmy McShane meurt le  29 mars 1995 des conséquences du SIDA.
De nombreux remix de Tarzan boy sont créés par la suite, dont une version UK swing mix, ainsi que des versions longues extented 1993 mix ou extented dub. Il existe une version remixée par Denise Lopez.

## Discographie

### Singles
- 1985 : Tarzan Boy (#3 au Royaume-Uni)
- 1985 : Living in the Background
- 1985 : Woody Boogie
- 1985 : Chinese Restaurant
- 1985 : Juke Box Boy 1
- 1987 : Key Key Karimba
- 1987 : Survivor in Love
- 1987 : Global Love(avec une participation de Linda Wesley) (extrait 12")
- 1987 : Call Me in the Heart of the Night (extrait 12")

### Vidéoclips
- Tarzan Boy
- Woody Boogie
- Key Key Karimba
- Juke Box Boy